# Fürth Hauptbahnhof
Fürth Hauptbahnhof – główny dworzec kolejowy w Fürth, w kraju związkowym Bawaria, w Niemczech. Stacja została otwarta w 1835. Znajdują się tu 4 perony.